# مكحت

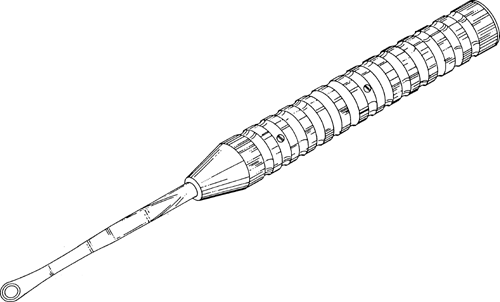
رسم توضيحي لمكحت مزخرف ذو براءة اختراع أمريكية (ميكلسون، 1988).

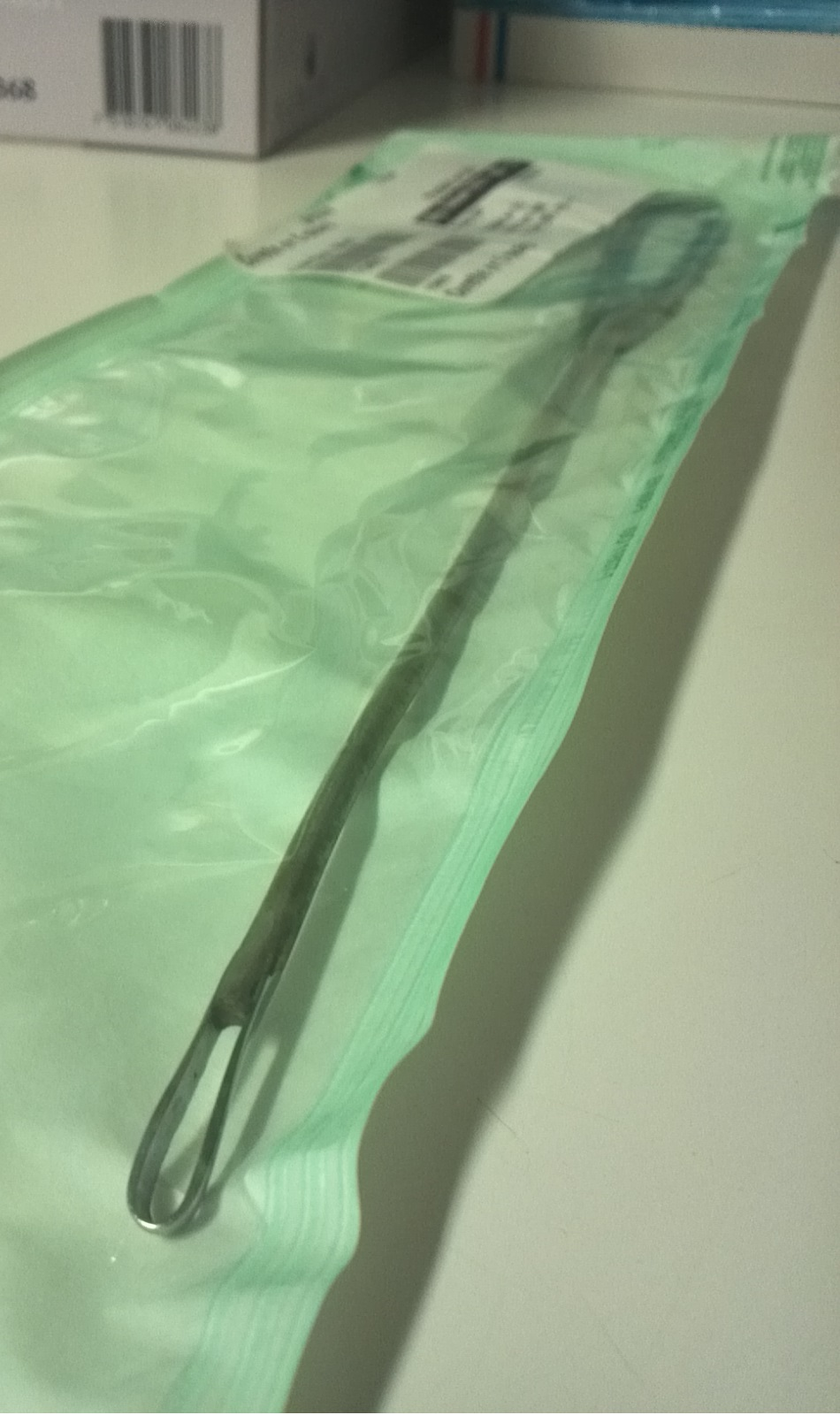
مكحت في غلاف معقم، لكشط الرحم من الداخل.

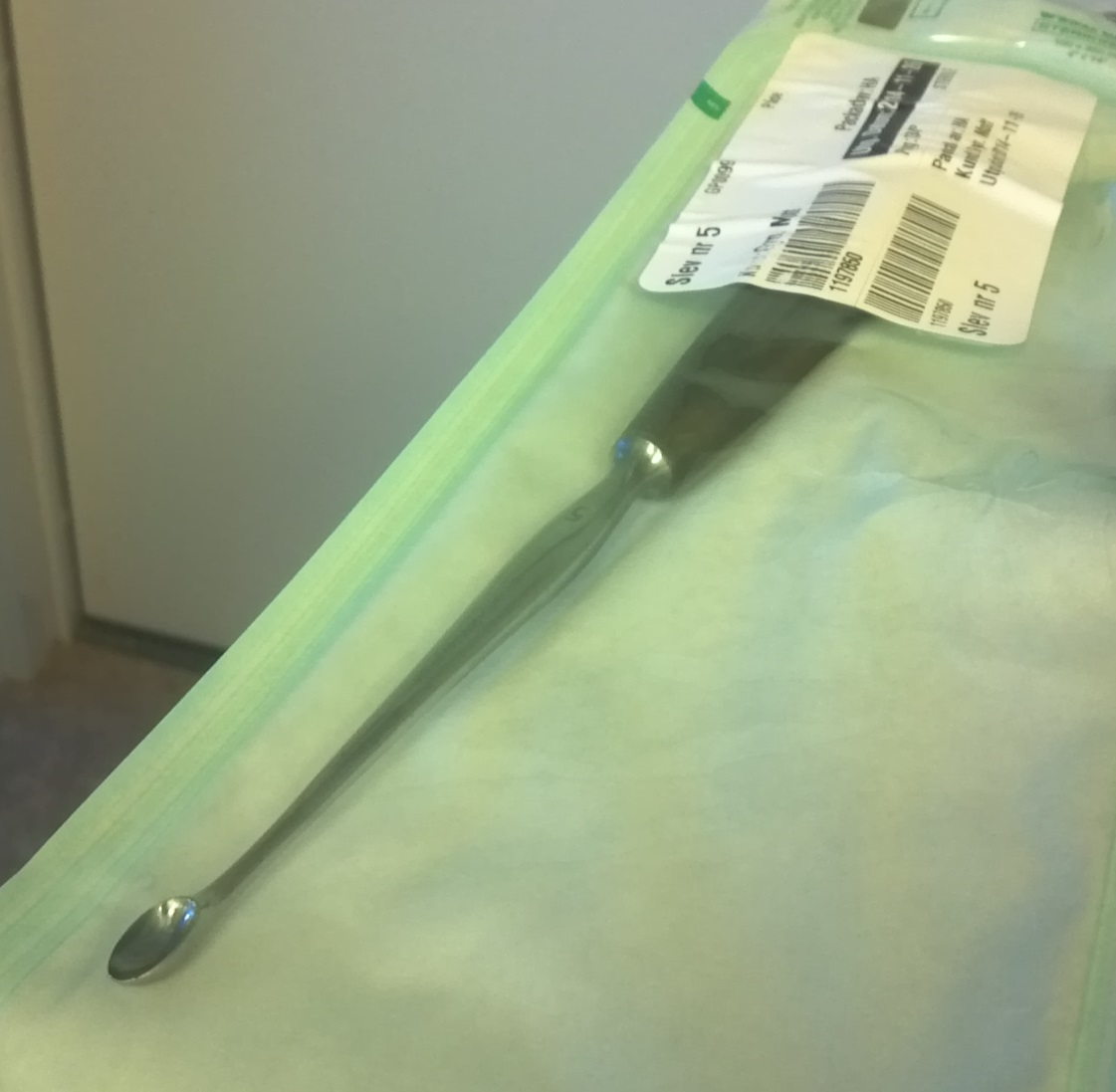
مكحت يشبه الملعقة.

المِكْحَت أو المِكحَتة أو المُجَرِّفَة أو المِكشَطة هو أداة جراحية مصنعة لكشط أو إنضار الأنسجة الحيوية أو البقايا في عمليات الخزعة، أو الاستئصال، أو التنظيف. من حيث الشكل، المكحت هو أداة يدوية صغيرة، تشبه القلم مستدق الطرف غالبا، توجد مغرفة صغيرة عند رأس المكحت، أو خطاف أو إزميل. الفعل «يكحت» يعني «الكشط باستخدام مكحت»، والكحت هو نوع من العلاج يتضمن ذلك الكشط.
بعض الأمثلة على الاستخدامات الطبية للمكحت:
- إزالة شمع الأذن الغارز.
- توسيع وكحت الرحم، في النساء.
- استئصال الزائدة الأنفية (استئصال الغدانيات).
- لكشط ترسبات جير الأسنان من مينا الأسنان بواسطة الكحت حول الأسنان.

## روابط خارجية
- Curette images from the Waring Historical Library at the Medical University of South Carolina نسخة محفوظة 2 مارس 2012 على موقع واي باك مشين.